# Miljenko Licul
Miljenko Licul, slovenski grafični oblikovalec hrvaškega rodu, * 6. avgust 1946, Vodnjan pri Pulju, Hrvaška, † 16. marec 2009, Ljubljana.
Miljenko Licul je bil umetniški vodja studia Diptih. Pred tem je delal v Studiu Zodiak in dolga leta kot član skupine Znak (z oblikovalcem Rankom Novakom, fotografom Milanom Pajkom in sodelavci), še pred tem v oblikovalski skupini Iskre. Študiral je arhitekturo in oblikovanje v Ljubljani, v letih 1989-1999 pa je predaval tipografijo na ALUO.
Zasnoval je mnogo izjemnih celostnih grafičnih podob (npr. Slovenijales, Alpinum, Pivovarna Laško), učinkovitih znakov in simbolov, dognanih plakatov, publikacij in vizualnih podob ter postavitev razstav. Dolga leta je sodeloval s kiparjem Janezom Boljko, mu postavljal razstave v Sloveniji (Ljubljana, Kostanjevica, Volčji Potok) in v tujini (New York, Beljak), oblikoval monografije in druga gradiva, pripravil njegov projekt za natečaj za Maistrov spomenik (3. nagrada). Oblikoval je celostno podobo Narodne galerije v Ljubljani, v kateri je zaobjel vse nujne in druge elemente, od znaka, drobnih tiskov do katalogov, plakatov, barvnih kodiranj, postavitev razstav in zastav, ki označujejo prostor likovne zakladnice. Leta 1991 je z Zvonetom Kosoveljem in Rudijem Španzlom zmagal na natečaju za oblikovanje prvih slovenskih bankovcev in kovancev slovenskega tolarja. V natančno premišljeno barvito zasnovo denarja je vtkal slovensko zgodovino in kulturo. 

Oblikoval je tudi prvi slovenski potni list, novo osebno izkaznico, novo zdravstveno izkaznico in drugo. V letu 2006 je s sodelavcema Majo Licul in Janezom Boljko zmagal na natečaju za oblikovanje nacionalne strani slovenskih evrokovancev. 
| Miljenko Licul – zadnja stran                                                                 | Miljenko Licul – zadnja stran                                     | Miljenko Licul – zadnja stran |
| 0,01 €                                                                                        | 0,02 €                                                            | 0,05 € |
| --------------------------------------------------------------------------------------------- | ----------------------------------------------------------------- | --- |
|                                                                                               |                                                                   | |
| Štorklja – motiv, ki je bil uporabljen že na kovancu za 20 SIT                                | Knežji kamen                                                      | Groharjev Sejalec seje zvezde |
| 0,1 €                                                                                         | 0,2 €                                                             | 0,5 € |
|                                                                                               |                                                                   | |
| Katedrala svobode, Plečnikova maketa neuresničene zgradbe Državnega zbora Republike Slovenije | Par lipicancev v igri                                             | Triglav in nad njim ozvezdje Raka – zodiakalno znamenje, v katerem je Slovenija postala samostojna, ter napis Oj Triglav moj dom |
| 1 €                                                                                           | 2 €                                                               | Rob kovanca za 2 € |
|                                                                                               |                                                                   | Drobno narezan, z napisom S L O V E N I J A ·                                                                                    |
| Primož Trubar in napis Stati inu obstati                                                      | France Prešeren in del njegovega rokopisa Zdravljice v bohoričici | |
|                                                                                               |                                                                   | |

Leta 2008 je hkrati s književnim prevajalcem in pisateljem Janezom Gradišnikom prejel Prešernovo nagrado za življenjsko delo. Pokopan je na Žalah v Ljubljani.

## Slog oblikovanja in pomen njegovih del
Licul je bil vizionarski oblikovalec slovenske vizualne identitete, ko je na podlagi poznavanja tradicije in oblikovanja pronicljivo in premišljeno izbral elemente novega, svežega in za prepoznavnost države temeljnega, od njenega reliefa in plastnic do likovnih izjemnosti. S kombiniranjem črk, barv in oblik je oblikoval grafične podobe Narodne galerije, posameznih podjetij, knjig ter ljudi. Ustvaril je svoj prepoznaven slog. Ta ni bil podvržen niti diktaturi črke niti oblike, vedno je ostajal žlahtno skladen, poseben in likovno izjemen, kar s podobo in v besedi kaže izbor njegovih del v katalogu Studia Znak, ki je bil izdan ob zaključku skupnega dela oblikovalcev in fotografa (Ranko Novak, Dušan Brajič, Jani Bavčer, Nino Kovačević in Milan Pajk). Od 10. 2. 2011 naprej je bila v Narodni galeriji Slovenije več mesecev razstava njegovih izbranih del. Izšel je tudi bogat katalog, momografija o oblikovalcu in njegovem delu. Razstavo so prenesli tudi v Zagreb.